# Žakanje
Žakanje je općina u Hrvatskoj, u Karlovačkoj županiji.

## Zemljopis
Općina Žakanje smještena je u zapadnom dijelu Republike Hrvatske. Njena površina iznosi 42 km².
Svojim zapadnim dijelom, tokom rijeke Kupe, graniči s Republikom Slovenijom, na istoku graniči s općinom Kamanje, a na jugu s općinama Ribnik i Netretić. Kroz općinu prolazi državna cesta od Karlovca do graničnog prijelaza Jurovski Brod i županijska cesta od Karlovca preko Ozlja do istog graničnog prijelaza. Kroz općinu prolazi i željeznička pruga od Karlovca do Ljubljane.
U općini Žakanje nalaze se 22 naselja.

## Općinska naselja
Breznik Žakanjski, Brihovo, Bubnjarci, Bubnjarački Brod, Donji Bukovac Žakanjski, Ertić, Gornji Bukovac Žakanjski, Jadrići, Jugovac, Jurovo, Jurovski Brod, Kohanjac, Mala Paka, Mišinci, Mošanci, Pravutina, Sela Žakanjska, Sračak, Stankovci, Velika Paka, Zaluka Lipnička, Žakanje

## Stanovništvo
Općina Žakanje ima 1734 stanovnika.

### Žakanje (naseljeno mjesto)
- 2001. – 161
- 1991. – 197 (Hrvati – 187, Srbi – 3, ostali – 7)
- 1981. – 154 (Hrvati – 145, ostali – 9)
- 1971. – 209 (Hrvati – 208, ostali – 1)[4]

| broj stanovnika | 4609  | 4853  | 4817  | 4898  | 4697  | 4432  | 4384  | 4677  | 4734  | 4703  | 4361  | 4436  | 3453  | 3921  | 3193  | 1889  | 1732  |
|                 | 1857. | 1869. | 1880. | 1890. | 1900. | 1910. | 1921. | 1931. | 1948. | 1953. | 1961. | 1971. | 1981. | 1991. | 2001. | 2011. | 2021. |

| broj stanovnika | 228   | 268   | 261   | 275   | 286   | 228   | 218   | 236   | 226   | 215   | 218   | 209   | 154   | 197   | 161   | 149   | 142   |
|                 | 1857. | 1869. | 1880. | 1890. | 1900. | 1910. | 1921. | 1931. | 1948. | 1953. | 1961. | 1971. | 1981. | 1991. | 2001. | 2011. | 2021. |

## Povijest
U prošlosti su na području današnje općine Žakanje bili razasuti brojni dvorci.
Imanje dvorac Bubnjarci spominje se još u 15. stoljeću. Jedan od posljednjih vlasnika bio je Filip Šufflay, u svoje vrijeme jedan od najznačajnijih veleposjednika u Hrvatskoj. Danas nisu sačuvani niti ostaci tog dvorca.
Dvorac Jurovo bio je arhitekturni biser svog vremena okružen prekrasnim perivojem i imanjem od 225 hektara. Sagrađen je negdje krajem 16. ili početkom 17. stoljeća. Bio je u vlasništvu obitelji Zrinski, Benić, Modrušan te Vranyczany. U 20. stoljeću služio je kao matični ured. Srušen je 1956. godine odlukom ondašnje političke vlasti.
Na brijegu iznad Žakanje nalazio se dvorac Šimunec.
U samom Žakanju je nekoć bio dvorac u vlasništvu Zrinskih, Benića i Tomašića.
Dvorovi su bili i u Zaluki, Kohanjcu, Jankovrhu i Obrhu.

## Gospodarstvo
Na području općine Žakanje razvijeno je malo i srednje poduzetništvo. Najveće poduzeće je Beti Žakanje s 150 zaposlenih. U ravničarskom dijelu, uz Kupu razvijaju se seoska gospodarstva koja se pretežno bave stočarstvom.

## Poznate osobe
- Juraj Križanić, hrvatski pisac i političar.
- Božidar Širola, hrvatski skladatelj, muzikolog i etnomuzikolog.
- Blaženka Zvonković, hrvatska slikarica

## Spomenici i znamenitosti
- Župna crkva Uznesenja Blažene Djevice Marije u Žakanju sagrađena je 1896. na mjestu starije kapele. U crkvi se nalazi mramorni oltar Svetog Mihovila iz 1776. godine prenesen iz Zagrebačke katedrale. To je jednobrodna crkva sa zvonikom nad zapadnim pročeljem.
- Kapela Svetog Križa u Bubnjarcima sagrađena je 1753. godine.
- Kapela na čast Majke Božje u Donjem Bukovcu izgrađena je 90-ih godina prošlog stoljeća.
- Kapela Svetog Antuna u Mišincima sagrađena je u 18. stoljeću, a obnavljana u 19. stoljeću. Svetište je stariji dio, dok je lađa kasnije dograđena.
- Kapela Svetog Filipa u Brihovu.
- Kapelica Majke Božje Kraljice Svibnja u Žakanjskim Selima.
- Kapelica Srca Isusova u Brezniku.
- Kapelica Sedam Žalosti Majke Božje u Kohanjcu.
- Kapelica Svetog Ivana Krsitelja u Maloj Paki.
- Kapela Majke Božje Žalosne u Lipničkoj Zaluki je građevina novijeg doba, građena krajem 19. stoljeća.
- Kapela Svetog Leonarda u Pravutini iz početka 20. stoljeća je manji sakralni objekt centralnog tipa.
- Kapelica Majke Božje Žalosne u Pobijenki na lokalitetu izvan naselja gdje se prema predaji odigrala bitka s Turcima.
- Kapelica Svetog Mihovila u Velikoj Paki.
- Kapelica Majke Božje Kraljice Hrvata u Mošancima.

Najznačajnija prirodna znamenitost općine Žakanje je rijeka Kupa koja se na ovom području iz brzinske gorske rijeke pretvara u mirniju rijeku. Uređeno je šest slapova (Sračak, Mala Paka, Pravutina, Mišinci, Bubnjarci i Jurovo). Na ponekim od tih prirodnih fenomena sačuvane su stare mlinice. Tu je moguće doći na piknik i loviti mnogobrojnu ribu. U Kupi se može uživati i kupajući se na uređenim kupalištima (Pravutina, Jurovo, Bubnjarci).

## Obrazovanje
U Žakanju je 1857. počela s radom prva škola na ovom području. Zgrada škole izgrađena je 1859. a dograđena je 1900. Na današnju lokaciju škola seli 1958. u preuređenu zgradu Zadružnog doma. Zgrada je dograđena 1972. i ponovno 1986. godine.
Škola u Velikoj Paki počela je s radom 1892. godine, a prestala je s radom 1984. zbog premalog broja učenika.
U Bubnjarcima je otvorena škola 1922. godine.

## Kultura
- Kulturno umjetničko društvo Žakanje osnovano je 1983. godine. Društvo ima stotinjak članova i nastupa na brojnim smotrama folklora u Hrvatskoj.

Značajnu ulogu u društvenom životu općine Žakanje ima vatrogastvo koje ima gotovo stoljetnu tradiciju. Općina Žakanje je po broju vatrogasaca i dobrovoljnih vatrogasnih društava u odnosu na broj stanovnika najbrojnija u Hrvatskoj. Ukupno ima 11 vatrogasnih društava (Brihovo, Bubnjarci, Jurovo, Jurovski Brod, Kohanjac, Mišinci, Pravutina, Velika Paka, Zaluka, Žakanje, Žakanjska Sela).

## Šport
Nogometni klub NK Croatia '78 Žakanje osnovan je 1978. godine kao jedan od prvih klubova u Hrvatskoj koji je tada nosio to ime. Klub ima stotinjak članova, nogometaša u četiri uzrasne selekcije i natječe se u Prvoj županijskoj ligi. Klub ima šest uzrastnih selekcija.
SD Bubnjarci je osnovano 2000. godine. Ističe nastupe u nogometnim natjecanjima i raftingu. Ima preko 50 aktivnih članova i desetak podupirajućih.

## Vanjske poveznice
- Službene stranice Općine Žakanje
- Web stranice nogometnog kluba Croatia '78  Arhivirana inačica izvorne stranice od 1. rujna 2010. (Wayback Machine)